# Casa Sant Felip Neri
La Casa Sant Felip Neri és un edifici situat al barri de les Tres Torres de Barcelona, propietat de la Congregació de Religioses Filipenses Missioneres de l'Ensenyament. Està catalogat com a bé amb elements d'interès (categoria C).

## Història
Aquesta torre, juntament amb altres dues, van donar nom a aquest barri de Sarrià. L'edifici actual es va construir sobre una masia del segle xvii, que a mitjans del xix era propietat de Ramona Castellnou, coneguda com a «Nena Casas» per la gran quantitat de cases que posseïa. El 1906, l'arquitecte Bonaventura Conill i Montobbio, deixeble d'Antoni Gaudí, va fer una reforma profunda d'estil modernista, continuada per Josep Masdeu i Puigdemasa el 1913.
El 1915 va ser adquirit per la congregació de les Germanes de Sant Felip Neri, que posteriorment rebrien el nom de Filipenses Missioneres de l'Ensenyament. Uns anys després, l'arquitecte Ignasi Maria Adroer i Calafell construí un edifici de planta rectangular adossat a la torre, mantenint la unitat amb tot el conjunt, dedicat a capella, sales i dormitoris de la comunitat.
Durant la Guerra Civil espanyola, el dictador Franco la va confiscar i la convertí en hospital. El 1954, les monges la van recuperar i la van destinar a la Casa General i Noviciat de la Congregació. El 2006, van cedir-ne una gran part a la Casa d'Espiritualitat Sant Felip Neri, un espai d'acollida, interreligiós i intercultural.

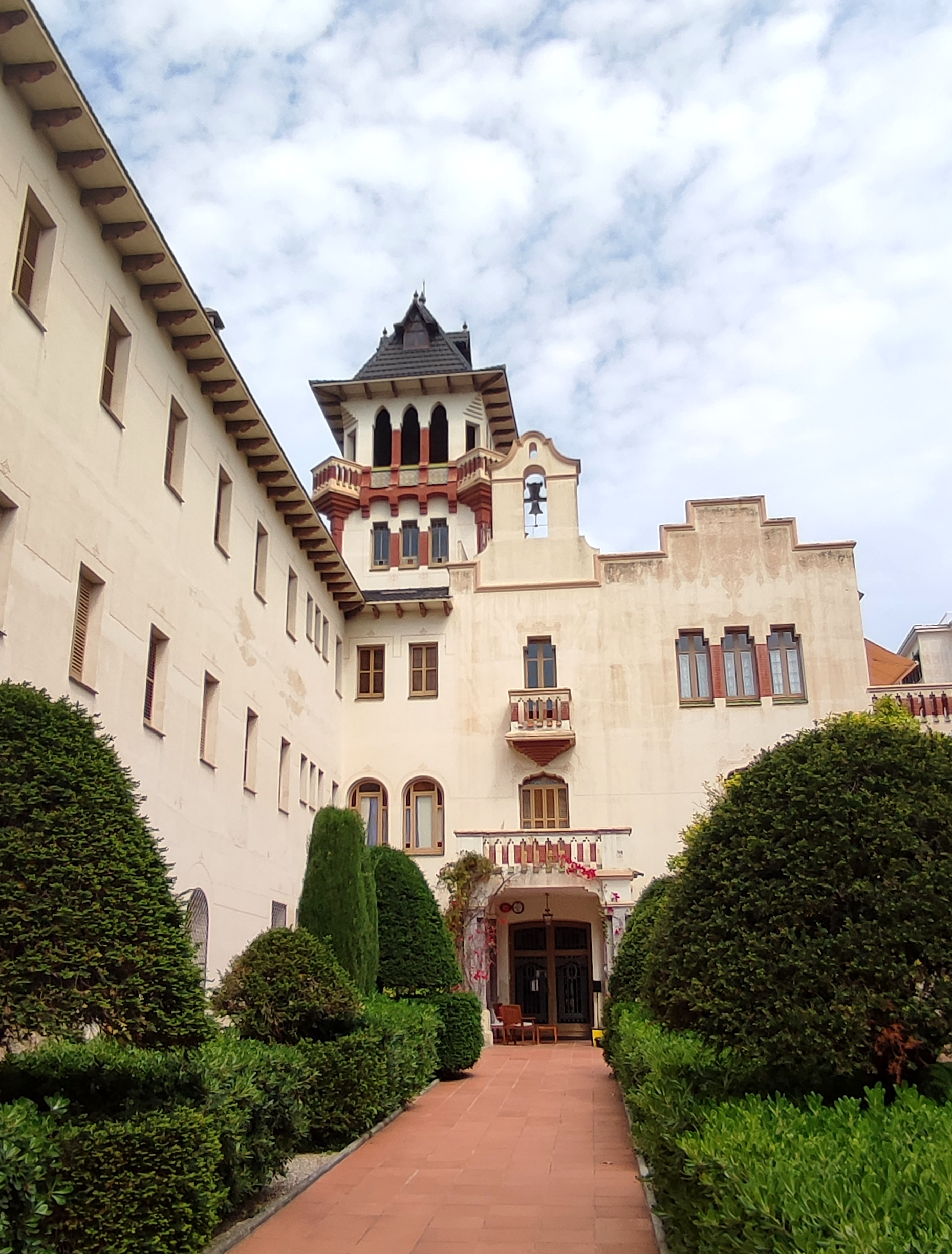
Porta principal

## Descripció
L'edificació actual, situada al mig d'un extens terreny enjardinat, és el resultat d'una reforma modernista, amb materials com el maó vist, ceràmica vidriada, estuc, etc. En sobresurt la torre-mirador, amb una complicada coberta, i la fusteria i les vidrieres de les obertures principals.
Al jardí hi ha pins i cedres centenaris de gran alçada, i antigament, era molt més gran i ocupava també el solar adjacent, on actualment hi ha un edifici residencial.